# Ra (Provinz)
Ra ist eine der vierzehn fidschianischen Provinzen (yasana) und eine von acht Provinzen auf der Insel Viti Levu. Sie liegt im Norden der Insel, umfasst 1341 km² und hatte 2017 30.432 Einwohner.

## Geographie

Karte der Provinzen Fidschis

Die Provinz gehört zur Central Division und grenzt im Osten an Tailevu und im Süden an Naitasiri, sowie an die Provinz Ba der Western Division. Das städtische Zentrum der Provinz ist Vaileka, mit einer Bevölkerung von über 3.300 Einwohnern, einen tiefen Einschnitt in die Insel bildet die Viti Levu Bay im Norden.

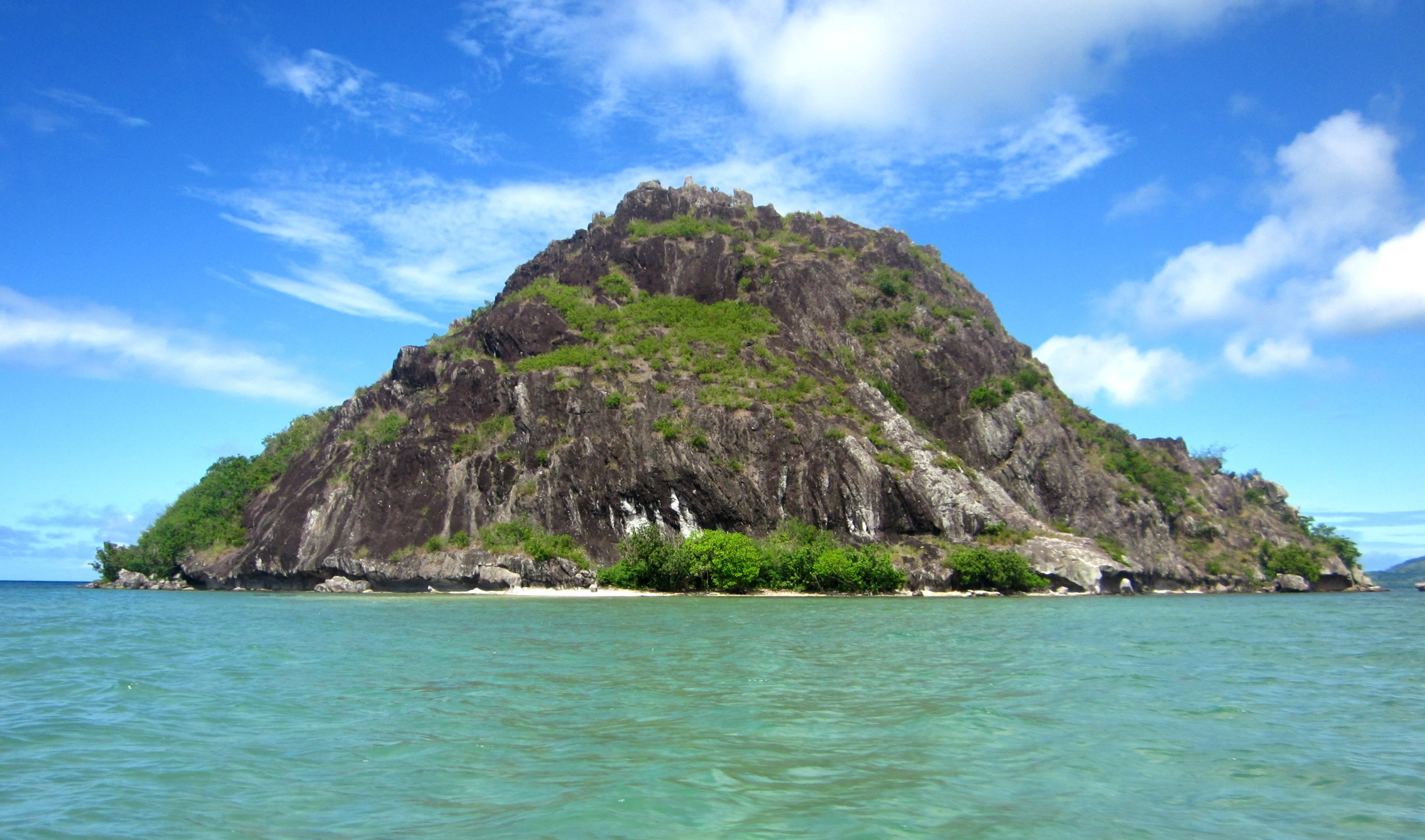
Eine unbewohnte Insel vor der Küste der Provinz Ra.

19 Distrikte (tikina makawa) gliedern die Provinz:
| - Bureivanua - Bureiwai - Kavula - Lawaki - Mataso - Nababa - Nailuva | - Nakorotubu - Nakuilava - Nalaba - Nalawa - Naroko - Nasau | - Navitilevu - Navolau - Rakiraki - Raviravi - Saivou - Tokaimalo |

Die Distrikte Saivou, Nakorotubu, Rakiraki und Nalawa haben eigene Häuptlinge. Die vier Häuptlinge sind die Gone Turaga na Vunivalu na Tui Nalawa, Gone Marama na Ratu ni Natauiya, Turaga na Gonesau und Gone Turaga Tui Navitilevu.
In diesen 19 Distrikten gibt es insgesamt 86 Dörfer.
Vor der Nordspitze der Insel liegen noch die Inseln Malake, Nananu-i-Ra, Yanuca und Mabua.

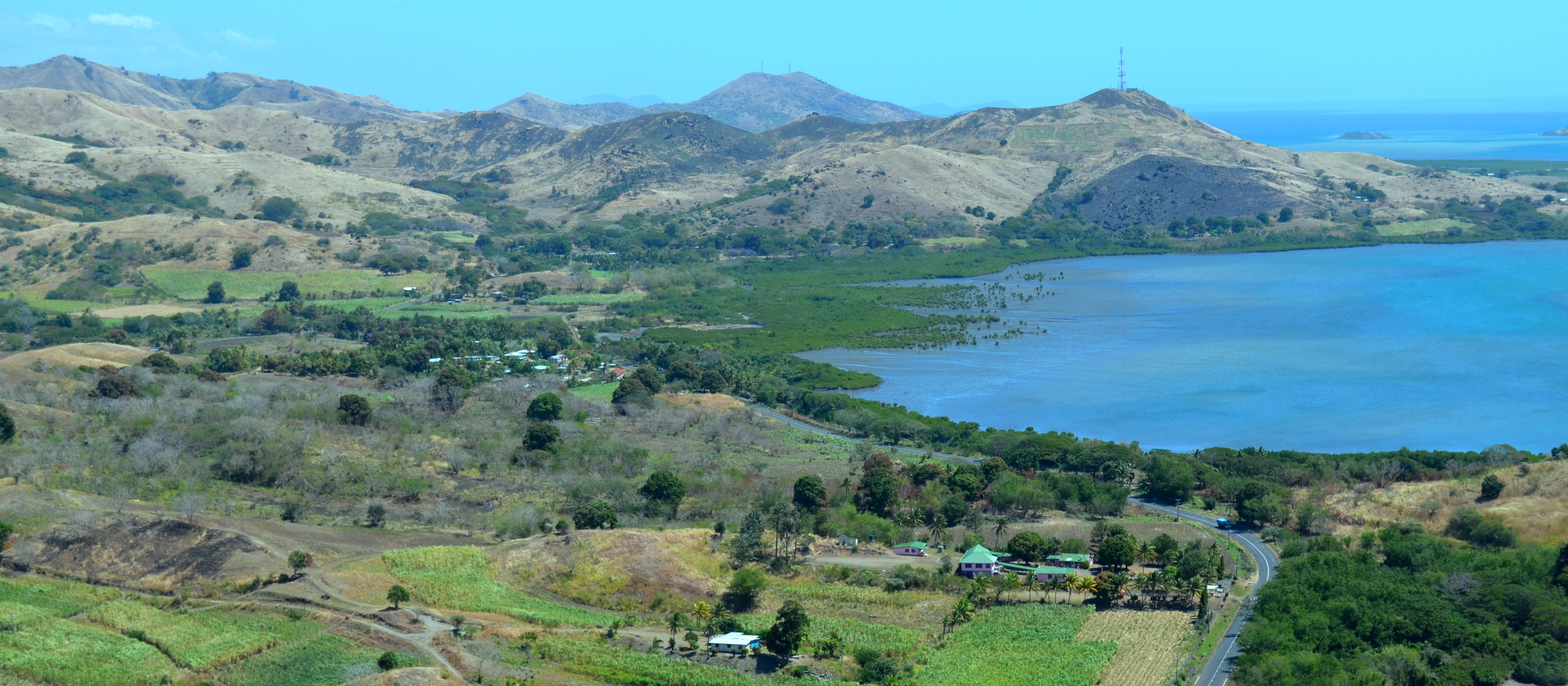
Küstenorte in der Provinz Ra.

## Verwaltung
Ra wird vom Ra Provincial Council verwaltet, gegenwärtig unter der Leitung von Simione Naikarua, dem ehemaligen leiter des Airport Fiji Limited und Chief Executive Officer des Nasinu Town Council.
2015 gab es einen Versuch einen „Christian state“ (christlichen Freistaat) in Ra zu gründen. Der damalige Chief of Police, Ben Groenewald, wertete die als eine harmlose Sekte, aber der Premierminister Frank Bainimarama war besorgt und befahl die Auflösung durch die Armee. 
Der „cult“ behauptete, dass die Verfassung von Fidschi die Indigenen Rechte der UN verletze. Aber um Hilfen von der UN erhalten zu können, musste ein selbstständiges Staatsgebilde einen Antrag stellen. Aus diesem Grund war der Christian State gegründet worden. Die Protagonisten wurden größtenteils gefangen gesetzt.

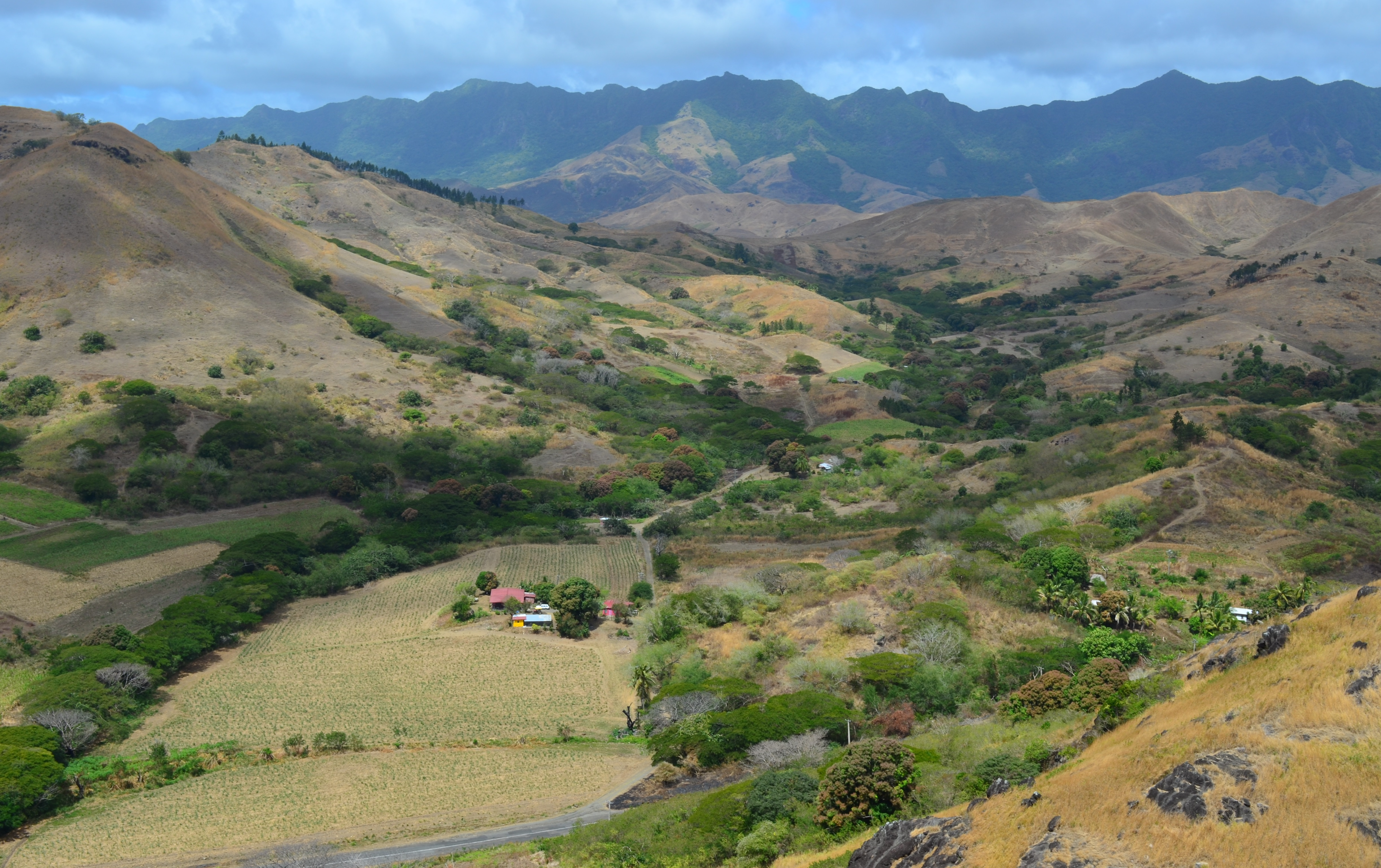
Isolierte Ländliche Gemeinschaft in der Provinz Ra.

Der Dialekt Ra der Fidschi-Sprache ist an dem Konsonant /t/ erkenntlich, der in Fidschi sonst als Stimmloser glottaler Plosiv gesprochen wird.